# Pinosilvina
La pinosilvina è un composto chimico vegetale stilbenoide (tossina) ad azione tossica preventiva (pre-infettiva) e curativa, che fornisce protezione al legno di diverse conifere contro funghi, insetti e sostanze abiotiche (come il bisolfito di calcio) ad azione patogena o dannosa che possono attaccare la pianta. Gli stilbenoidi sono composti chimici secondari che si formano nel durame di gimnosperme e che possono fungere da fitoalessine. Nella fattispecie la pinosilvina è una molecola presente nei tessuti del durame di Pinus sylvestris (da cui prende il nome) ed altre Pinaceae. È sintetizzata da parte della pianta come sostanza di difesa a scopo preventivo, prima cioè del sopraggiungere di un'ipotetica infezione agendo così come molti stilbenoidi affini, al contrario delle fitoalessine vere e proprie, che sono sintetizzate durante l'infezione e hanno scopo curativo. La pinosilvina è una fungitossina con lo scopo di proteggere il legno dall'infezione fungina. Si rinviene anche nei tessuti della liana Gnetum cleistostachyum. 
Iniettata a scopo scientifico nei ratti, la pinosilvina mostra una rapida glucuronidazione e una scarsa biodisponibilità.

## Biosintesi
La pinosilvina è sintetizzata all'interno dei tessuti xilematici del durame di diverse Pinaceae ad opera dell'enzima pinosilvina sintasi, un enzima specifico appartenente alla classe delle transferasi, che catalizza la seguente reazione:
3 malonil-CoA + cinnamoil-CoA ⇄ 4 CoA + pinosilvina + 4 CO2
Questa biosintesi è degna di nota, in quanto le piante biosintetizzanti che impiegano acido cinnamico come punto di partenza per costruire i loro composti secondari sono rare rispetto alle più comuni che utilizzano acido p-cumnarico. Solo pochi composti scoperti finora, come anigorufone e curcumina, utilizzano acido cinnamico come loro molecola di partenza.
La pinosilvina si rinviene in discrete concentrazioni all'interno dei nodi del legno di pino, disciolta all'interno della resina prodotta dalla conifera.